# HIP 112312
HIP 112312 es una estrella binaria encuadrada en la constelación del Pez Austral a 76 años luz del sistema solar.
Está compuesta por dos estrellas variables, WW Piscis Austrini, de magnitud aparente +12,10, y TX Piscis Austrini, de magnitud +13,36. La separación visual entre ambas es de 35,5 segundos de arco.

## WW Piscis Austrini
WW Piscis Austrini (WW PsA) es una estrella presecuencia principal —implicando que está en la fase evolutiva previa a su entrada en la secuencia principal— de tipo espectral M4IVe.
Tiene una temperatura superficial de 3391 K —3150 K según otro estudio— y es muy poco luminosa en comparación al Sol, siendo su luminosidad equivalente al 7,5% de la luminosidad solar.
Pese a que su masa apenas alcanza el 31% de la masa solar, su radio es igual al del Sol, consecuencia de su temprano estado evolutivo.
Gira sobre sí misma con una velocidad de rotación proyectada de 12,1 km/s, siendo su período de rotación de 2,37 días.
WW Piscis Austrini es una variable BY Draconis además de una estrella fulgurante.
Las estrellas fulgurantes despiden llamaradas que conllevan un aumento brusco e impredecible en su luminosidad, incremento que tiene lugar en todo el espectro electromagnético, desde rayos X a ondas de radio.
Dichas erupciones tienen entre unos minutos y unas pocas horas de duración.
UV Ceti, EV Lacertae o la conocida Próxima Centauri son estrellas de este tipo.
La amplitud de la variación de brillo de WW Piscis Austrini es de 0,35 magnitudes.

## TX Piscis Austrini
TX Piscis Austrini (TX PsA) es, igualmente, una estrella presecuencia principal roja pero de tipo espectral M5IVe.
Tiene una temperatura superficial de 3316 K —3000 K según otro estudio— y su luminosidad es la mitad de la de su acompañante, igual al 3,2% de la luminosidad solar.
Su masa es igual al 17% de la masa solar y su radio es en torno a un 20% más pequeño que el de WW Piscis Austrini.
Gira sobre sí misma con una velocidad de rotación de 17 km/s.
TX Piscis Austrini es asimismo una estrella fulgurante cuyo brillo varía 0,04 magnitudes.

## Pertenencia a la Asociación estelar de Beta Pictoris
El sistema forma parte de la Asociación estelar de Beta Pictoris, cuya edad aproximada es de solo 10 o 12 millones de años.
Además de β Pictoris, que da nombre a la asociación, otros miembros de la misma son AU Microscopii, AT Microscopii y V1005 Orionis.